# 云岩镇 (乐昌市)
云岩镇，是中华人民共和国广东省韶关市乐昌市下辖的一个乡镇级行政单位。

## 行政区划
云岩镇下辖以下地区：
白蚕村、长塘村、出水岩村、开封村、石冲村、斯茅坪村、选家洞村、云岩村和祖岭村。